# Альтгайм (Альб)
Альтгайм (Альб) (нім. Altheim (Alb)) — громада в Німеччині, знаходиться в землі Баден-Вюртемберг. Підпорядковується адміністративному округу Тюбінген. Входить до складу району Альб-Дунай.
Площа — 25,78 км2. Населення становить 1722 ос. (станом на 31 грудня 2020).